# Aix-en-Provence Argonautes
Die Aix-en-Provence Argonautes (frz. Argonautes d’Aix-en-Provence) sind eine American-Football-Mannschaft aus der südfranzösischen Stadt Aix-en-Provence, welche in der ersten französischen Liga spielt. Gegründet wurde das Team im Jahr 1986 und spielt aktuell in der höchsten französischen Liga.

## Geschichte
Die Anfänge des Vereins reichen ins Jahr 1985 zurück, als in Kooperation mit dem Club der Universität Aix-en-Provence American Football gespielt wurde. Gegründet wurden die Argonautes im Jahr 1986. Noch im selben Jahr nahmen sie im Ligabetrieb der zweiten französischen Division teil. In der Folgesaison gewannen die Argonautes den Casque d’Argent, die damalige Meisterschaft der zweiten Division, gegen die Le Mans Caïmans und waren damit im dritten Jahr ihres Bestehens bereits in der ersten französischen Division angekommen.
In der Saison 1988, ihrer ersten in der höchsten Liga, erreichten die Argonautes auf Anhieb die Play-offs und waren damit die erste Mannschaft außerhalb der Hauptstadtregion, die im Halbfinale um den französischen Meistertitel standen. Dort scheiterten sie dann deutlich an den Paris Castors. Im Jahr darauf erreichten die Argonautes den Casque d’Or, das Finale um die französische Meisterschaft. Hierbei waren sie wiederum die erste Mannschaft außerhalb der Hauptstadtregion, der dies gelang. Gegner im Finale waren erneut die Castors, die sich mit 14:13 ihren dritten Titel in Folge holten. Im Jahr darauf, 1990, standen sich die Argonautes und die Castors erneut im Casque d’Or gegenüber. Dieses Mal ging das Spiel mit 34:6 an die Argonautes. Dies war gleichbedeutend mit dem ersten Titel für eine Mannschaft, die nicht von der Île-de-France kam. In den Jahren 1991 und 1992 konnte Aix-en-Provence den Titel verteidigen und wurde so zum Seriensieger.
In der Saison 1998 holte sich Aix die fünfte französische Meisterschaft, die inzwischen in Casque de Diamant umbenannt worden war, und wurde damit Rekord-Champion. Bis einschließlich zur Saison 2004 waren die Argonautes jedes Jahr im nationalen Finale vertreten. Dies bedeutete 16 Finalteilnahmen in Folge, ein Rekord, der aktuell ungebrochen ist und nach heutigem Stand frühestens 2027 eingestellt werden könnte. Bei den 16 Finalteilnahmen ging Aix insgesamt acht Mal als Sieger hervor. Nachdem in der Saison 2005 bereits im Halbfinale Schluss war, holten die Argonautes im Jahr 2006 noch einmal eine Vizemeisterschaft. Damit stand Aix 19-mal in Folge im Halbfinale. Diese Rekordmarke wurde in der Saison 2015 von Flash de La Courneuve ebenfalls erreicht.
In den folgenden Jahren konnten die Argonautes nicht an die Erfolge der Vergangenheit anknüpfen. Wenn die Play-offs erreicht wurden, war stets im Halbfinale Schluss. Am Ende der Saison 2012 verlor Aix das Relegationsspiel gegen die Kangourous aus Pessac glatt mit 16:0 und besiegelten so den Abstieg in die zweite Division. Trotz des Gruppensieges in der regulären Saison verpasste Aix in einem äußerst knappen Play-off-Spiel, die Teilnahme an der Relegation und somit den direkten Wiederaufstieg. Ein Jahr darauf, in der Saison 2014 holten sich die Argonautes dann ihre zweite Meisterschaft in der zweiten Division und damit ihren vierten Casque d’Or. Eine Woche zuvor gelang der Wiederaufstieg ins Oberhaus durch einen Sieg gegen die Pessac Kangourous.
Zwischen 2015 und 2017 erreichten die Argonautes in der französischen Meisterschaft jeweils die Play-offs, scheiterten dort dann aber im Halbfinale.  In den Folgejahren konnten sich die Argonautes nicht mehr für die Play-offs qualifizieren.  Zwischen 2018 und 2023 schlossen die Argonautes die Saison jeweils mit einer negativen Bilanz ab und verpassten die Play-offs.

## Internationale Wettbewerbe
Als amtierender französischer Meister nahmen die Argonautes 1991 an der European Football League teil und feierten gleich im ersten Spiel gegen die britische Mannschaft Ipswich Cardinals einen 51:0-Kantersieg auf fremdem Platz. Im Viertelfinale scheiterte Aix dann am späteren Eurobowl-Sieger Amsterdam Crusaders. Ein Jahr später bot sich das nahezu identische Bild. Dieses Mal waren die Gegner beim 50:0-Auftaktsieg die Århus Tigers aus Dänemark und am späteren Sieger, den Crusaders, scheiterten die Argonautes erst im Halbfinale, nachdem im Viertelfinale Helsinki East City Giants bezwungen wurde. Im dritten Jahr fiel der Auftaktsieg gegen das belgische Team Leuven Lions mit 106:0 besonders deutlich aus. Aber auch die Saison 1993 brachte ein Aufeinandertreffen mit den Kreuzrittern aus Amsterdam und dem damit verbundenen Ausscheiden.
In der Saison 1996 marschierten die Argonautes als Sieger ihrer Vorrundengruppe bis in den Eurobowl X. Dort mussten sie sich zwar mit 21:14 den Hamburg Blue Devils geschlagen geben, feierten aber mit der europäischen Vizemeisterschaft den bislang größten internationalen Erfolg der Vereinsgeschichte. Bis 2003 folgten weitere Auftritte in der EFL, die aber allesamt in der Vorrunde beendet waren. In der Saison 2006 traten die Argonautes dann im zweitklassigen EFAF Cup an, wo sie mit zwei Niederlagen in der Vorrunde als Gruppenletzter ausschieden.
Zur Saison 2015 trat Aix in der IFAF Europe Champions League an und scheiterten knapp am Halbfinaleinzug. In der Saison 2016 nahmen die Argonautes an der Big6 European Football League teil. In diesem Wettbewerb waren sie jedoch ihren Gegnern deutlich unterlegen und konnten keinen einzigen Punkt erzielen.

## Erfolge
- Französische Meisterschaft: 8 Titel
  - Casque d’Or (bis 1994): 1990, 1991, 1992
  - Casque de Diamant (ab 1995): 1995, 1998, 1999, 2001, 2002
- Französische Division-2-Meisterschaft: 2 Titel
  - Casque d’Argent (bis 1994): 1987
  - Casque d’Or (ab 1995): 2014
- Eurobowl: 1 Vizemeisterschaft
  - 1996